# تاکو کره ای

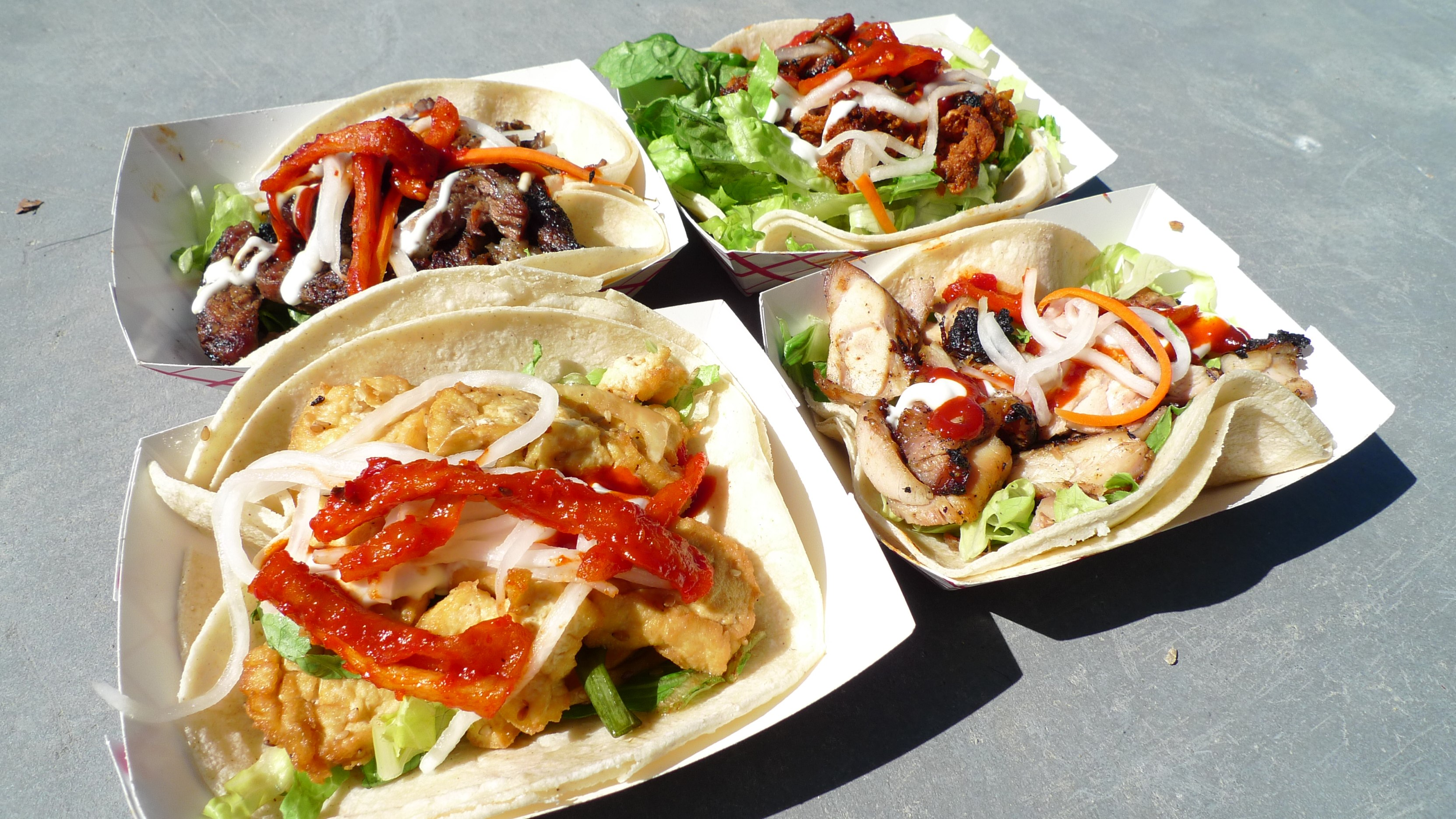
تاکوهای کره ای از کامیون "Seoul on Wheels" در سانفرانسیسکو

تاکوهای کره ای یک غذای تلفیقی کره ای-مکزیکی است که در تعدادی از مناطق شهری در ایالات متحده و کانادا رایج است. تاکوهای کره ای در لس آنجلس، اغلب به عنوان غذای خیابانی، متشکل از مواد پرکننده به سبک کره ای، مانند بولگوگی و کیمچی، که در بالای تورتیلاهای کوچک ذرت مکزیکی سنتی قرار می‌گیرند، سرچشمه می‌گیرند. بوریتوهای کره ای یک غذای مشابه هستند که از تورتیلاهای آردی بزرگتر به عنوان پیچیدن غذا استفاده می‌کنند.

## ریشه
اگرچه رستوران‌های مختلف گهگاه غذاهایی را سرو می‌کنند که آن‌ها را تاکوی کره‌ای می‌نامند، محبوبیت این غذا به‌طور کلی به استفاده از توئیتر توسط صاحبان باربیکیو کره‌ای Kogi، یک کامیون غذا در لس‌آنجلس، کالیفرنیا، برای اعلام برنامه‌شان بازمی‌گردد. و برنامه سفر ایده ساخت تاکوهای کره ای پس از جستجوی ناموفق در محله کره ای‌ها لس آنجلس برای تاکوهای کارنه اسادا ذهن مالک مارک مانگوئرا رسید. کوگی در اولین سال فعالیت خود حدود ۲ میلیون دلار درآمد داشت.
کامیون‌های تاکوی کره‌ای بعداً در پورتلند، اورگان (کامیون "KOI Fusion")، آستین، تگزاس (کامیون باربیکیو Chi'Lantro)  و سیاتل، واشینگتن ("Marination Mobile" ظاهر شدند، که تاکوی کره‌ای گوشت خوک تند آنها را به دست آورد. Good Morning America بهترین کامیون غذای در آمریکا است). در سانفرانسیسکو، این غذا در سال ۲۰۰۹ توسط رستوران نامو گاری مواد غذایی رستوران Happy Belly در پارک گلدن گیت رایج شد و بعداً به یک غرفه غذا در بازار کشاورزان در ساختمان فری سانفرانسیسکو منتقل شد. محبوبیت این غذا باعث شد که زنجیره اصلی فست فود Baja Fresh با برنامه‌ریزی برای معرفی این غذا به صدها مکان در سراسر کشور، تاکوهای کره ای را به عنوان یک غذا در منو در کالیفرنیا آزمایش کند.
در آوریل ۲۰۱۰، مجله Food & Wine، روی چوی، سرآشپز Kogi's اصلی را که یکی از «بهترین سرآشپزهای جدید» سالانه است، معرفی کرد. این اولین باری بود که یک آشپز کامیون غذای سیار نامزد این جایزه می‌شد.